# Georges Akieremy
Georges Edouard Akieremy Owondo (Libreville, 15 settembre 1983) è un ex calciatore gabonese, di ruolo attaccante.